# Menen
Menen (in francese Menin) è un comune belga di 32.964 abitanti, situato nella provincia fiamminga delle Fiandre Occidentali.
Questo comune include la città di Menen ed i borghi di Lauwe e Rekkem. Comunica direttamente con il comune francese di Halluin, con il quale divide la strada principale.
Al 1º gennaio 2012 il paese contava 32.683 abitanti, con una superficie comunale di 33,07 km² e una densità di 988 abitanti per chilometro quadrato.
La storia di Menen è stata scritta in francese dal Dr. Aimé Louis Rembry-Barth (1832-1894). Questa opera monumentale, "Histoire de Menin", in quattro volumi.
Il borgo di Menen fu acquistato nel 1338 dal conte di Fiandra, Louis de Male, per riunirlo ai suoi domini. La città seguì allora la sorte della Fiandra e fu inglobata nelle XVII province (ovvero il Belgio, i Paesi Bassi ed il Lussemburgo attuali). Nel 1575, il re di Spagna Filippo II, che regnava sui possedimenti fiamminghi, fece circondare Menen de mura e la città fu ulteriormente fortificata nel 1578 dal Barone de Montigny.
Presa dal Turenne nel 1658, fu resa alla Spagna dal Trattato di Nimega nel 1678. Durante le incessanti guerre di Luigi XIV, quest'ultimo conquistò la città e fece costruire una nuova cinta muraria da Vauban, fiancheggiata da più bastioni e porte. Presa dagli Alleati nel 1706, fece ufficialmente ritorno nel 1713 grazie al Trattato di Utrecht, ai Paesi Bassi meridionali (ovvero il Belgio attuale) che erano all'epoca austriaci.
Luigi XV se ne impossessò nel 1744 ma l'Austria la riprese col Trattato di Aquisgrana (1748). I Francesi poi la rioccuparono nel 1792 e nel 1794. A quel punto, la città seguì le sorti comuni delle località belghe: riannessione del Belgio alla Francia, poi ai Paesi Bassi, fino alla Rivoluzione belga del 1830.
Dal punto di vista amministrativo, e sotto l'Ancien Régime, la città di Menen fece parte di una delle cinque "Roeden" che costituivano il territorio di Courtrai ("Kasselrij Kortrijk" in neerlandese). La zona di Menen ("de Roede van Menen") contava oltre a Menen, parecchie località: Bissegem, Emelgem, Gullegem, Heule, Geluwe, Dadizele, Lendelede, la città di Izegem, Moorsele, Wevelgem, Kachtem e Winkel-Saint-Eloi.
Durante il periodo francese, la città era situata nel Dipartimento della Lys.

## Geografia fisica

### Territorio
|  | Il comune di Menen è composto da 3 abitati principali: - Menen (I) - Lauwe (II) - Rekkem (III) Inoltre ne fanno parte le frazioni: - Paradijs (IV) - De Barakken (V) - Ons Dorp (VI) |

Gli abitati confinanti sono: Moorsele (a, comune di Wevelgem), Wevelgem (b), Marke e Aalbeke (c e d, comune di Courtrai), Moeskroen (e), Wervik (h) e Geluwe (i, comune di Wervik). Inoltre confina con i comuni francesi di Neuville-en-Ferrain (f) e Halluin (g).

## Società

### Evoluzione Demografica
Nel 1977 vennero annessi al comune gli abitati di Lauwe e di Rekkem (+12.616 abitanti)